# ТЕС Ембакасі
ТЕС Ембакасі — резервна теплова електростанція в Кенії, що періодично діє у столиці країни Найробі.
Починаючи з 2000-го, через кілька маловодних років підряд Кенія, що до того спиралась на гідроенергетику, почала відчувати різкий дефіцит електроенергії. Це вкрай негативно впливало на економіку країни, сільськогосподарський експорт якої потребував стабільної роботи рефрижераторних потужностей. З метою виправлення ситуації країна почала залучати для тимчасової роботи дизель-генераторні установки, котрі могли бути швидко доставлені та змонтовані. У столичному регіоні їх розміщували на південно-східній околиці Найробі біля підстанції Ембакасі.
В 2000 році замовлення на 105 МВт потужностей розділили між компаніями Aggreko, Cummins and Duetz. Дві останні отримали підряд на 30 МВт кожна, при цьому Cummins перебазувала у Кенію електростанцію із 39 дизель-генераторів, котра перед тим два роки працювала у Гані, що також стикнулась з проблемою нестачі води для своїх ГЕС. Aggreko надала найбільший парк генераторів — 45 МВт — та працювала в країні ще два роки.
В 2006-му, коли знов виникла невідкладна потреба у додаткових потужностях, Aggreko обрали єдиним виконавцем контракту, за яким на майданчику у Ембакасі спершу розмістили генератори на 60 МВт. Станом на 2009 рік тут уже також діяла друга черга потужністю 50 МВт, а з Aggreko уклали новий контракт на додаткові 80 МВт. Втім, вже до кінця 2012-го всі дизель-генератори Aggreko з ТЕС Ембакасі були демобілізовані.
Окрім залучення пересувних електростанцій іноземних підрядників, кенійці на певний час розмістили біля підстанції Ембакасі дві свої газові турбіни, які до 2011 року працювали в Момбасі на ТЕС Кіпеву. Поява у цьому портовому місті нових потужностей (ТЕС Кіпеву III) надала можливість перебазувати до столиці дві турбіни John Brown Frame 6 (розробка концерну General Electric) одиничною потужністю по 30 МВт. З появою нових генеруючих об'єктів у комплексі геотермальних електростанцій Олкарія зазначені турбіни призначили для перебазування на ще один майданчик. Першу з них запустили в роботу на заході країни на ТЕС Мухороні влітку 2016-го, а за рік оголосили тендер на перебазування туди ж другої турбіни.